# 코펜하겐 시청사

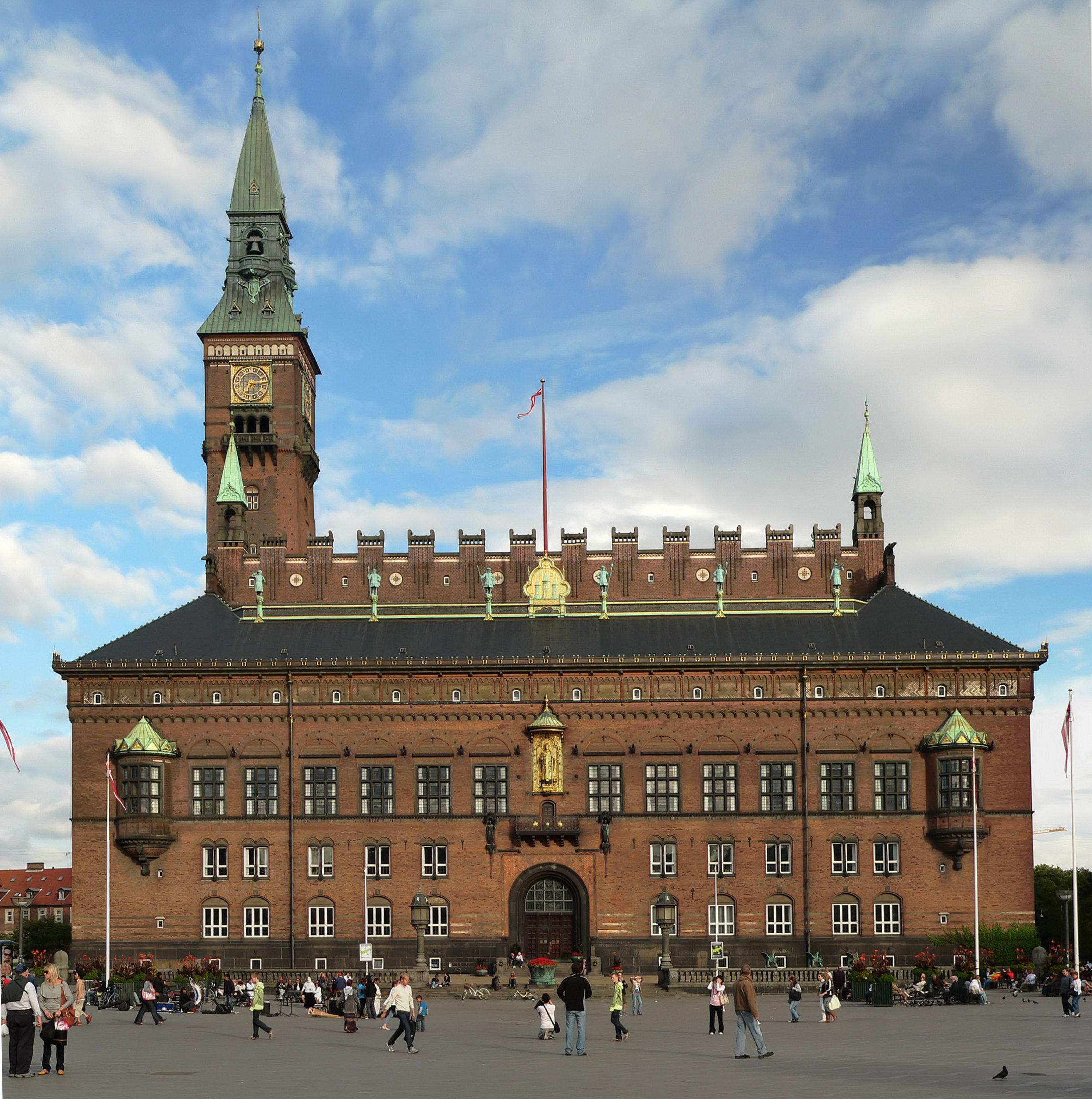
코펜하겐 시청사

코펜하겐 시청사(덴마크어: Københavns Rådhus)는 덴마크 코펜하겐에 있는 시청 건물이다.
현재 건물은 1905년에 준공되었다. 건축가 마르틴 니로프가 낭만주의 스타일로 설계했지만 시에나 시청사에서 영감을 받았다. 화려하게 장식된 정면, 발코니 바로 위의 금박을 입힌 동상, 높고 가느다란 시계탑이 특징이다. 높이가 105.6m로 일반적으로 건축물의 높이가 낮은 도시인 코펜하겐에서 가장 높은 건물 중 하나다.